# Nftables
nftables是Linux内核的一个子系统，提供网络数据包、报文、以太网帧的过滤和分类。该系统从2014年1月19日Linux内核版本3.13发布之后可用。 
nftables取代了Netfilter的旧版用户空间工具iptables。nftables相对于iptables的优点是代码重复度少并且更容易扩展到新协议。nftables通过用户空间实用程序nft进行配置，代替之前的传统工具即iptables 、 ip6tables、arptables和ebtables。
nftables 利用Netfilter基础设施的构建块，例如网络堆栈中的现有挂钩、连接跟踪系统、用户空间排队组件和日志记录子系统。